# Culto de la Razón y del Ser Supremo

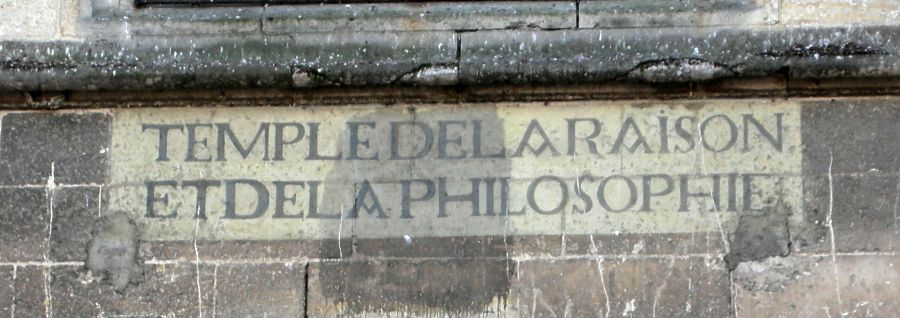
Temple de la raison et de la philosophie ("templo de la razón y de la filosofía"), inscripción en la iglesia de Ivry-la-Bataille.

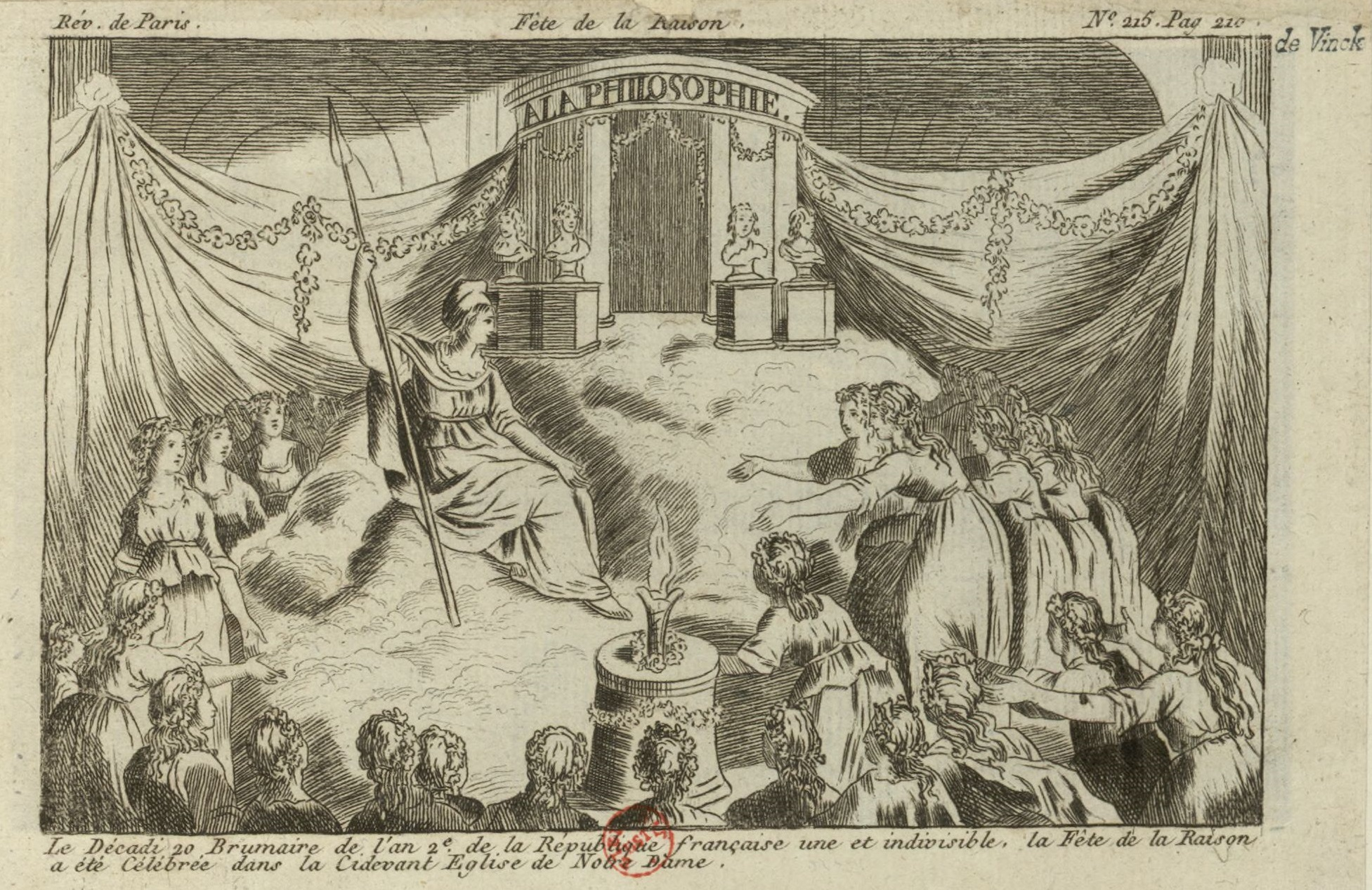
Fiesta de la Razón en Notre Dame el 20 de brumario de 1793.

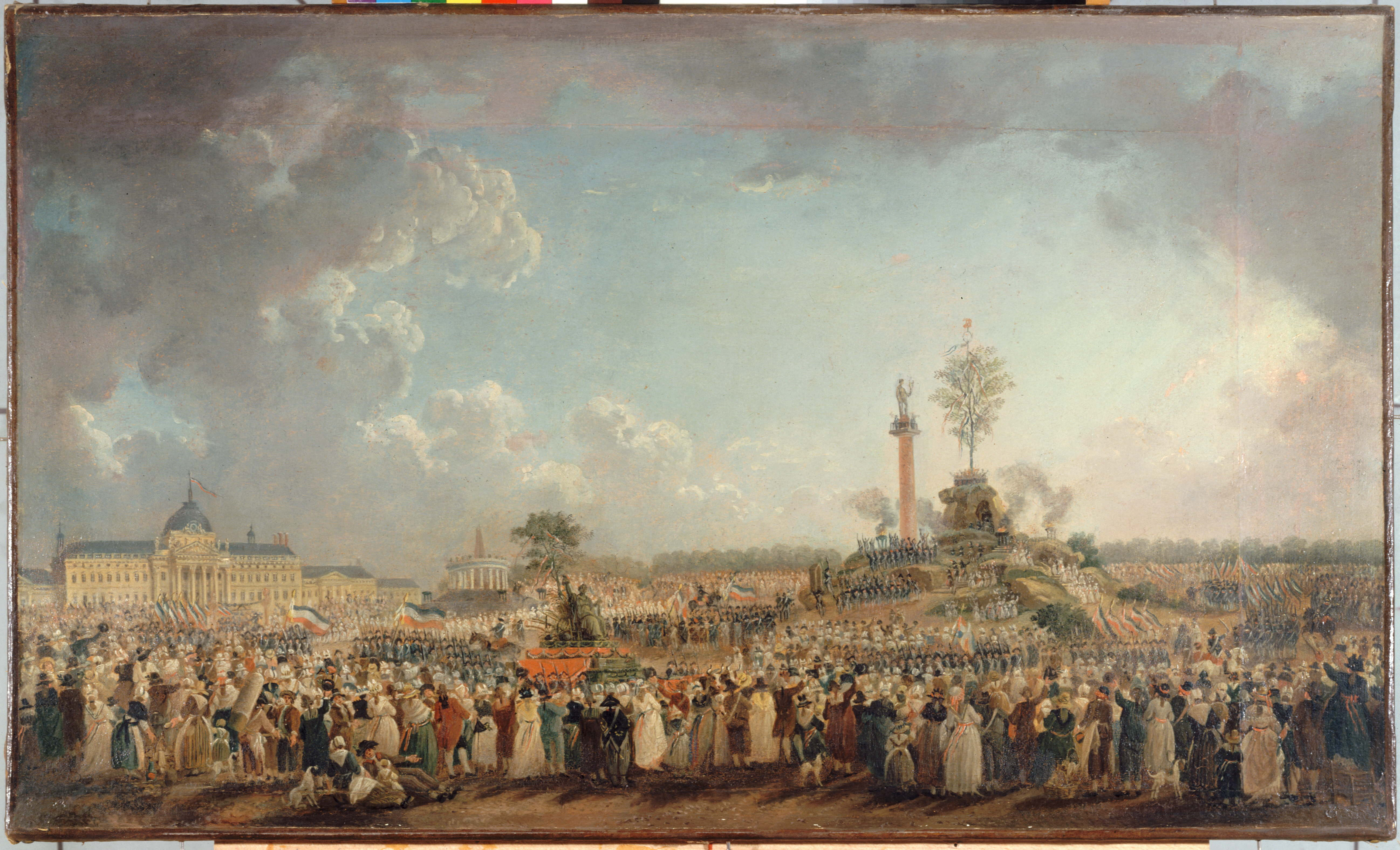
Fiesta del Ser Supremo en el Campo de Marte (París), que tuvo lugar el 20 de prairial del año II - 8 de junio de 1794.

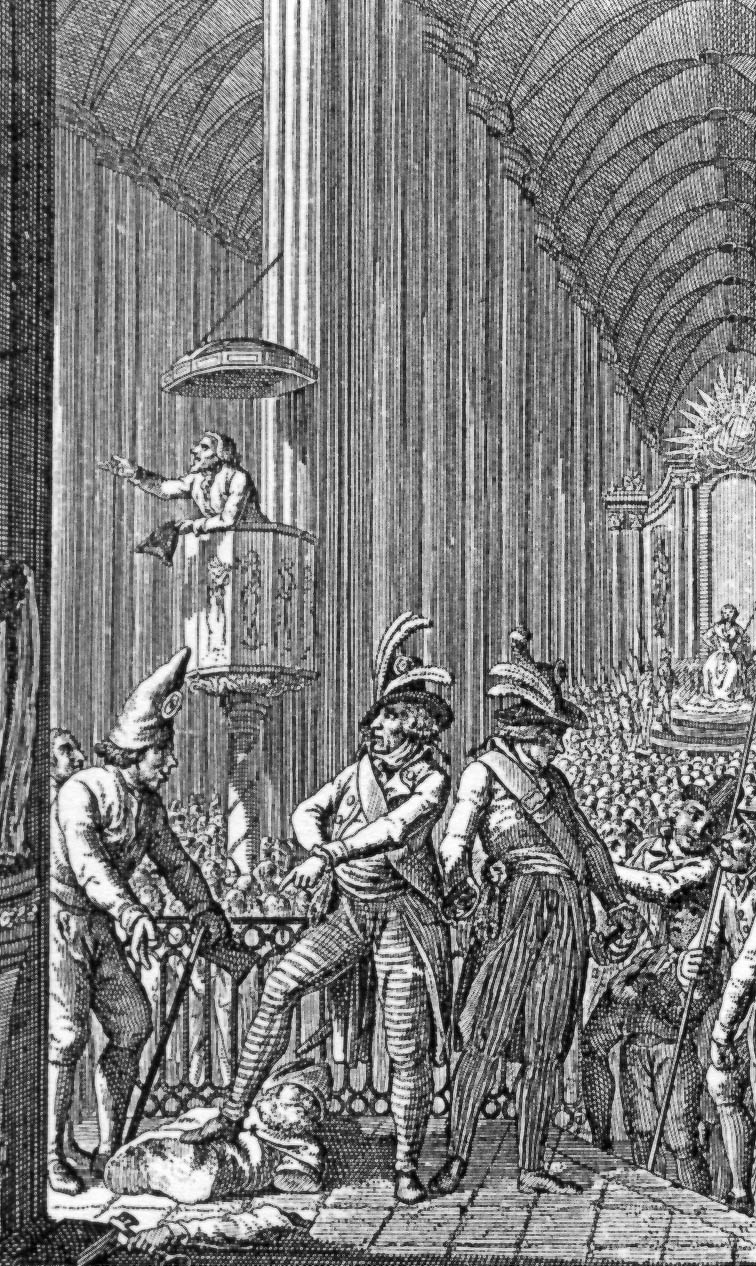
La Catedral de Estrasburgo convertida en Templo de la Razón.

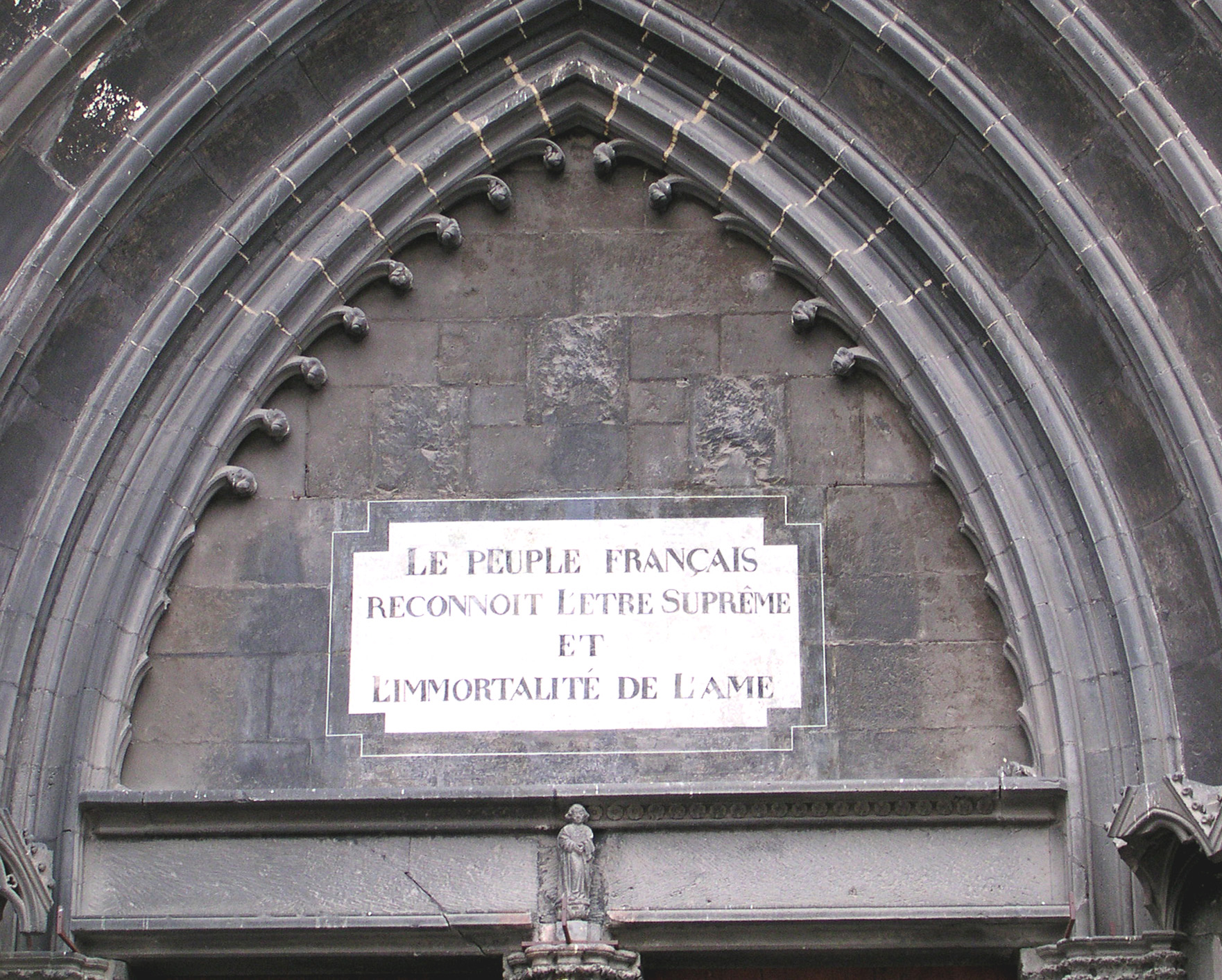
Letrero colocado en la catedral de Clermont-Ferrand: Le peuple français reconnoit l'Etre Suprême et l'immortalité de l'âme ("el pueblo francés reconoce al Ser Supremo y la inmortalidad del alma").

El Culto de la Razón y Culto del Ser Supremo fue un conjunto de fiestas cívicas religiosas que se celebraron durante el Terror, la fase de la Revolución francesa dominada por el jacobinismo radical (años II y III de la Primera República, 1793-1794). Ideológicamente era una derivación sincrética de distintas influencias presentes en los intelectuales franceses del Siglo de las Luces (philosophes y enciclopedistas, especialmente Voltaire y Rousseau), en las logias masónicas y en los clubes políticos; junto con la iconografía proporcionada por las modas estéticas del neoclasicismo y el Antiguo Egipto.

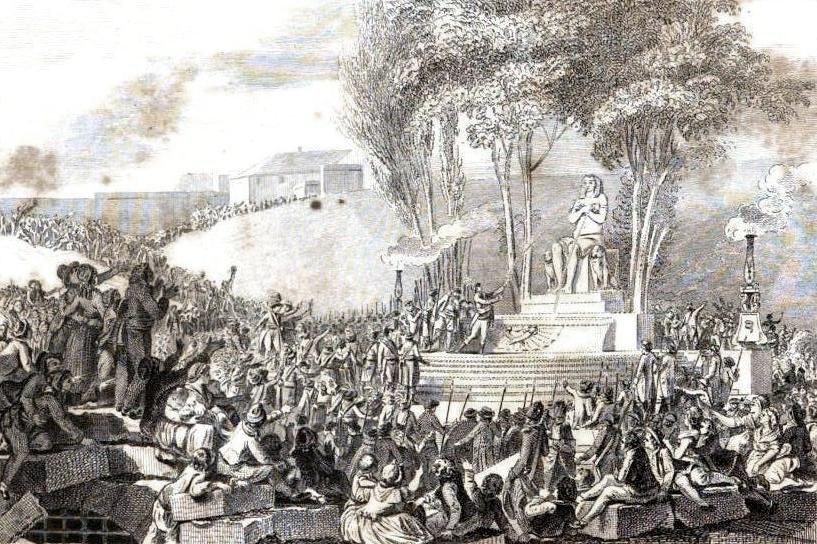
Inauguración de la Fontaine de la Régénération, en el antiguo lugar ocupado por la Bastilla, el 10 de agosto de 1793.

## Culto a la Razón
El culto a la Razón empezó en las provincias, principalmente en Lyon y en el Centro, organizadas por los representantes en misión a menudo próximos al hebertismo, primero como una especie de cortejos carnavalescos y ceremonias iconoclastas que se radicalizaron en una manifestación anticatólica al llegar a París y unirse a la fiesta de Libertad celebrada en la catedral de Notre-Dame los días 9 y 10 de termidor.
El 20 de brumario (10 de noviembre) de 1793, la Convención, a sugerencia de Pierre Chaumette, proclamó el culto a la Diosa de la Razón. La Razón, aunque considerada un concepto abstracto, quedó identificada con la iconografía grecorromana de Sophia ("sabiduría"), y por tanto se eligió para personificarla a una mujer de nombre "Sofía": Sophie Momoro, esposa de un radical republicano, el impresor Antoine-François Momoro. Para rendirle culto (culto de la Razón) se le consagró el hasta entonces altar mayor de Notre Dame.

## Culto al Ser Supremo
La suspensión de hecho del culto católico desde 1793, debida a la presión de radicales como Pierre-Gaspard Chaumette y otros seguidores de Hébert, llevó al Comité de Salud Pública a plantearse el reemplazo del catolicismo por el culto al Ser supremo, una suerte de religión laica que pretendía dar una alternativa a las manifestaciones tradicionales de religiosidad mediante el culto a un "ser supremo" que -de modo similar a la "Diosa Razón"- era identificado con un concepto abstracto, no se le daba aspecto humano, no interactuaba con la naturaleza ni con los eventos humanos, y por tanto tampoco intervenía en el destino de los hombres, integrando a este "culto" conceptos propios del deísmo y del panteísmo. 
De hecho, Robespierre seguía el pensamiento atribuido a Voltaire que "si la Divinidad no existiese, será necesario inventarla" y creía necesario que existiera algún tipo de culto sobrenatural como herramienta de control social, más aún considerando que las masas francesas difícilmente renunciarían de inmediato a toda idea religiosa, y porque la renuncia a la divinidad implicaba promover desórdenes a gran escala que la naciente República no podía tolerar en medio de una guerra contra las potencias enemigas a la revolución francesa y sus ideas; esto explica que Robespierre y su facción insistieran tanto en que la Revolución no promoviera el ateísmo explícito, entrando en conflicto con los más radicales Hebertistas.
Conforme con este criterio, los jefes revolucionarios jacobinos convocaron numerosas fiestas cívicas destinadas a reunir periódicamente a los ciudadanos para promover o conmemorar valores abstractos de carácter colectivo: la Amistad, la Fraternidad, el Género Humano, la Infancia, la Juventud o la Desgracia. Sólo tuvo alguna mayor continuidad la Fiesta de la Naturaleza, que tuvo lugar durante pradial (noveno mes del calendario republicano francés, y que empezaba el 20 de mayo). Asmismo, para conmemorar el primer aniversario de la Toma de las Tullerías se levantó en París una "Fuente de la Regeneración" con una alegoría egipcia de la Naturaleza.
Para que el "Culto al Ser Supremo" fuese instaurado como una especie de religión oficial, Robespierre declaró que el 20 de pradial del año II (el 8 de junio de 1794) se realizará la primera celebración a escala nacional del "Culto al Ser Supremo" y así sería considerada esta fecha en el calendario de la República. Conforme a las instrucciones de la Convención, se organizaron festividades públicas en casi todas las grandes ciudades de Francia, pero la mayor conmemoración se realizó en el Champ de Mars de París con asistencia masiva de público, soldados, y líderes revolucionarios, en un evento planificado al detalle por el artista Jacques-Louis David donde se adornó una loma artificial en el Champ de Mars con efigies del "Ser Supremo" y de la "Razón", y donde Robespierre mismo tomó la palabra para declarar la "utilidad social" del nuevo culto.
Cuando Robespierre perdió su poder poco después, el 28 de julio de 1794, la Reacción termidoriana abandonó el "Culto del Ser Supremo" en los hechos, siendo que su práctica pronto cayó en el desuso y luego en el olvido al extinguirse el patrocinio gubernamental que la sostenía. Este "Culto" quedó oficialmente prohibido por el régimen de Napoleón Bonaparte en 1804.